# Jack Kruschen
Jack Kruschen (Winnipeg, 20 marzo 1922 – Chandler, 2 aprile 2002) è stato un attore canadese.

## Biografia
Nel corso della sua carriera lavorò principalmente negli Stati Uniti d'America, prima alla radio (tra gli anni quaranta e gli anni cinquanta), poi a teatro, al cinema e in televisione, come caratterista. Spesso attivo in ruoli di commedia, occasionalmente affrontò il ruolo di cattivo. Ottenne la candidatura al premio Oscar al miglior attore non protagonista per la sua interpretazione ne L'appartamento (1960), nel ruolo del dottor Dreyfuss, il medico vicino di casa di C.C. Baxter (Jack Lemmon).

## Filmografia parziale

### Cinema
- Ho sposato un demonio (Red, Hot and Blue), regia di John Farrow (1949)
- Viaggio al pianeta Venere (Abbott and Costello Go to Mars), regia di Charles Lamont (1953)
- Assassinio premeditato (A Blueprint for Murder), regia di Andrew L. Stone (1953)
- La guerra dei mondi (The War of the Worlds), regia di Byron Haskin (1953)
- I figli del secolo (Money from Home), regia di George Marshall (1953)
- Tennessee Champ, regia di Fred M. Wilcox (1954)
- L'avventuriero di Hong Kong (Soldier of Fortune), regia di Edward Dmytryk (1955)
- Notte di terrore (The Night Holds Terror), regia di Andrew L. Stone (1955)
- Il re del jazz (The Benny Goodman Story), regia di Valentine Davies (1956)
- Giungla d'acciaio (The Steel Jungle), regia di Walter Doniger (1956)
- Caccia ai falsari (Outside the Law), regia di Jack Arnold (1956)
- Salva la tua vita! (Julie), regia di Andrew L. Stone (1956)
- I bucanieri (The Buccaneer), regia di Anthony Quinn (1958)
- Marte distruggerà la Terra (The Angry Red Planet), regia di Ib Melchior (1959)
- La crociera del terrore (The Last Voyage), regia di Andrew L. Stone (1960)
- L'appartamento (The Apartment), regia di Billy Wilder (1960)
- Sette strade al tramonto (Seven Ways from Sundown), regia di Harry Keller (1960)
- L'idolo delle donne (The Ladies Man), regia di Jerry Lewis (1961)
- Amore, ritorna! (Lover Come Back), regia di Delbert Mann (1961)
- Lo sceriffo scalzo (Follow That Dream), regia di Gordon Douglas (1962)
- Il promontorio della paura (Cape Fear), regia di J. Lee Thompson (1962)
- Tre passi dalla sedia elettrica (Convicts 4), regia di Millard Kaufman (1962)
- McLintock!, regia di Andrew V. McLaglen (1963)
- Voglio essere amata in un letto d'ottone (The Unsinkable Molly Brown), regia di Charles Walters (1964)
- Erasmo il lentigginoso (Dear Brigitte), regia di Henry Koster (1965)
- Caprice - La cenere che scotta (Caprice), regia di Frank Tashlin (1967)
- Un papero da un milione di dollari (The Million Dollar Duck), regia di Vincent McEveety (1971)
- Una strana coppia di sbirri (Freebie and the Bean), regia di Richard Rush (1974)
- Sunburn - Bruciata dal sole (Sunburn), regia di Richard C. Sarafian (1979)

### Televisione
- Damon Runyon Theater – serie TV, episodi 1x09-1x17 (1955)
- Screen Directors Playhouse – serie TV, episodio 1x12 (1955)
- Crusader – serie TV, episodio 1x26 (1956)
- Gunsmoke – serie TV, episodio 2x12 (1956)
- Telephone Time – serie TV, episodi 2x07-2x18 (1956-1957)
- The Court of Last Resort – serie TV, episodio 1x03 (1957)
- Sugarfoot – serie TV, episodio 2x09 (1959)
- Rescue 8 – serie TV, episodio 1x31 (1959)
- Lo sceriffo indiano (Law of the Plainsman) – serie TV, episodio 1x12 (1959)
- The Rough Riders – serie TV, episodio 1x36 (1959)
- Ricercato vivo o morto (Wanted: Dead or Alive) – serie TV, episodi 1x28-2x07 (1959)
- Tightrope – serie TV, episodio 1x20 (1960)
- Hong Kong – serie TV, 11 episodi (1960)
- Ispettore Dante (Dante) – serie TV, episodio 1x02 (1960)
- I detectives (The Detectives) – serie TV, episodio 2x26 (1961)
- Michael Shayne – serie TV episodi 1x15-1x28 (1961)
- The Dick Powell Show – serie TV, episodio 1x04 (1961)
- Gli uomini della prateria (Rawhide) – serie TV, episodio 7x06 (1964)
- Bonanza – serie TV, episodio 7x29 (1966)
- Le spie (I Spy) – serie TV, 2 episodi (1966-1967)
- Colombo (Columbo) – serie TV, episodio 2x07 (1973)
- Ellery Queen – serie TV, episodio 1x17 (1976)
- L'incredibile Hulk (The Incredible Hulk) – serie TV, episodio 1x06 (1978)
- La casa nella prateria (Little House on the Prairie) – serie TV, episodio 8x06 (1981)

## Doppiatori italiani
- Luigi Pavese in Viaggio al pianeta Venere, Amore, ritorna!
- Giorgio Capecchi in Assassinio premeditato, Erasmo il lentigginoso
- Bruno Persa in Sette strade al tramonto, Un papero da un milione di dollari
- Carlo Romano in Il promontorio della paura, McLintock!
- Nino Bonanni in La guerra dei mondi
- Vinicio Sofia in Salva la tua vita!
- Gino Baghetti in L'appartamento
- Antonio Guidi in Una strana coppia di sbirri
- Michele Gammino in Zorro
- Mario Cordova in Zorro (ridoppiaggio)
- Romano Ghini in McLintock! (ridoppiaggio)

## Riconoscimenti
Premi Oscar 1961 – Candidatura all'Oscar al miglior attore non protagonista per L'appartamento